# Еміль Магеррамов
Еміль Магеррамов (азерб. Emil Məhərrəmov) — азербайджанський боксер напівсередньої ваги, призер чемпіонату світу серед аматорів.

## Спортивна кар'єра
2001 року Еміль Магеррамов став чемпіоном на першому чемпіонаті світу серед юніорів, що проходив у Баку.
2005 року Еміль Магеррамов ввійшов до складу збірної Азербайджану на командному Кубку світу і здобув дві перемоги у трьох проведених поєдинках.
На чемпіонаті світу 2005 Еміль Магеррамов переміг Адріані Вастін (Франція), Боріса Каталініча (Хорватія) та Майка Карвальо (Бразилія), а у півфіналі програв Серіку Сапієву (Казахстан) і отримав бронзову медаль.
На чемпіонаті Європи 2006 переміг одного суперника і програв в другому бою Борісу Георгієву (Болгарія).
На командному Кубку світу 2006 здобув дві перемоги, у тому числі над представником збірної США Денні Гарсія, і зазнав поразки від кубинця Інокенте Фісс.
2007 року на ліцензійному чемпіонаті світу здобув одну перемогу, а в другому бою програв Хав'єру Моліна (США) і не потрапив на Олімпійські ігри 2008.
На чемпіонаті Європи 2008 Магеррамов виступав вже в категорії до 69 кг і вибув з боротьби за нагороди, програвши в другому поєдинку.
На чемпіонаті світу 2009 в другому поєдинку знов програв казаху Серіку Сапієву.
На чемпіонаті Європи 2010 Магеррамов повернувся до категорії 64 кг, але програв вже в першому бою українцю Олександру Ключко і більше участі в континентальних та світових чемпіонатах не брав.